# Anders Eek
Anders Eek (geboren 5. März 1974) ist ein norwegischer Schlagzeuger, Gitarrist und Sänger.

## Werdegang
Eek nennt Metallica, Iron Maiden, Black Sabbath, Paradise Lost, My Dying Bride und besonders das erste Cathedral-Album Forest of Equilibrium als wesentlichen Einfluss auf die eigene Musikkarriere. Zu Beginn der 1990er Jahre wurde er als Schlagzeuger, Gitarrist und Sänger der Gruppe Funeral bekannt. Die Anfangszeit seiner musikalischen Aktivität lag in der Hochphase der norwegischen Black-Metal-Szene, was dazu führte, dass er sich nicht als Teil der nationalen Metalanhängerschaft verstand und sich selbst als Außenstehenden zur Metal-Szene betrachtet. Dieses Selbstverständnis beschreibt er als wichtigen Impuls zu einem freien Umgang mit für den Metal unüblichen Stilelementen. Als weiteren Einfluss für seine fortwährend an Death Doom, Gothic Metal und Funeral Doom orientierte Musik nennt er den Tod von zwei Bandmitgliedern.

„Ich schreibe von Herzen und das Herz ist wirklich getroffen, wenn solche Dinge passieren.“

Neben Funeral ist Eek Initiator der Band Fallen und das letzte verbleibende Mitglied. Für Fallen ebenso wie für Funeral gilt er als Bandkopf. Des Weiteren brachte er sich seit Beginn seiner Karriere bei diversen Musikgruppen ein. Insbesondere als Schlagzeuger trat er bei Interpreten wie Odium und Clouds in Erscheinung.
Im Jahr 2012 erlitt Eek einen Herzinfarkt konnte jedoch zügig genesen.

## Diskografie (Auswahl)
Mit Funeral
Mit Fallen
Mit Odium
- 1995: Odium
- 1998: The Sad Realm of the Stars

Mit Clouds
- Live 2016 bis 2019
- 2017: Destin